# Telcel
Telcel är ett mexikanskt mobiltelefoni-företag som ägs av América Móvil. Det grundades 1989 och är baserat i Mexico City. Telcel är den ledande leverantören av trådlös kommunikation i Mexiko. Den 31 december 2006 täckte Telcels mobilnät 63 % av Mexikos yta, inklusive alla de största städerna, och 90 % av Mexikos befolkning. Telcel har licenser för mobiltelefoni på 850 MHz-bandet och 1900 MHz i alla Mexikos nio regioner. Enligt Cofetel (Comision Federal de Telecomunicaciones – Mexikos Federala Kommission för Telekommunikation) utgjorde Telcels abonnenter 77,2 % av alla mobilanvändare i Mexiko i juli 2008. I augusti 2011 rapporterade Telcel att de hade 66,9 miljoner mobilabonnenter.
1. ↑  hämtat från: spanskspråkiga Wikipedia.[källa från Wikidata]
2. ↑  hämtat från: spanskspråkiga Wikipedia.[källa från Wikidata]